# Pěstitelské pálení
Pěstitelské pálení je služba, v rámci které pěstitelská pálenice vypálí z ovoce nebo kvasu drobných pěstitelů ovocný destilát. Destilát vyrobený touto cestou je podle českých zákonů zvýhodněný tím, že je na něj uvalena oproti ostatním druhům alkoholu zvýhodněná (cca poloviční) spotřební daň. Množství pálenky, které si může pěstitel nechat vypálit v pěstitelské palírně, je ovšem omezeno na 60 litrů 50% pálenky na domácnost / lihovarský rok (od 1.7. do 30.6.).

## Dodání vlastního ovoce do palírny
Dodání vlastního ovoce do palírny je pro pěstitele nejjednodušší způsob, jakým získá pěstitelskou pálenku. Stačí, když dodá vlastní zralé, čisté ovoce v čerstvém stavu, samozřejmě bez hniloby a plísně.
Palírna zaměřená na pěstitelské pálení se pak odborně postará o všechny procedury:
- odpeckování
- drcení ovoce
- zakvašení ovoce
- destilace kvasu
- naředění koncentrovaného ovocného destilátu
- staření destilátu pomocí ultrazvuku
- stáčení do lahví nebo vlastních nádob
- prodej dárkového skla
- prodej dubových sudů

## Dodání kvasu
Některé palírny nabízejí zkušenějším pěstitelům cenově zvýhodněné pálení vlastního kvasu. Dodáte-li po telefonické dohodě s palírnou hotový kvas v minimálním množství, zpravidla od 100 litrů, můžete si pálenku odvézt domů už ve stejný den, kdy si kvas dovezete. Navíc se můžete osobně účastnit celého procesu pálení a být si tak zcela jisti, že vyrobená pálenka je přímo z vašeho kvasu.
Dobrá palírna pro pěstitelské pálení nabízí i služby jako měření zbytkové cukernatosti, sběr a odvoz ovoce ze sadu nebo zahrady do palírny, prodej kvasinek a enzymů, pronájem kvasných sudů, prodej skla (lahví), prodej a potisk etiket a odborné poradenství.
Podle zákona je pěstitelské pálení umožněno pouze osobám starším 18 let, kteří jsou vlastníky či nájemci pozemku (rozuměj zahrady), či získali ovoce jako naturální plnění od zaměstnavatele (to je nutno doložit). Povezete-li ovoce na pálení, vezměte s sebou občanský průkaz, bez tohoto dokladu nelze uzavřít smlouvu a poskytnout službu pěstitelského pálení.
Zákazník musí vyplnit prohlášení pěstitele, v němž se uvádí veškerá osobní data pěstitele, jakož i adresa zahrady a množství dovezeného ovoce. Tato ohláška se společně s účtem o vydání destilátu archivuje po dobu 10 let, jak stanovuje zákon o lihu a vyhláška o výrobě lihu.
Veškerá produkce lihu je zatížena spotřební daní, která je od 1. ledna 2024 355 Kč za 1 litr absolutního (100%) alkoholu. Výhoda pěstitelského pálení je v tom, že destilát vyrobený touto cestou je státem zvýhodněný, tzn., že je na něj uvalena snížená spotřební daň (cca poloviční).
Pokud si tedy pěstitel nechá vypálit destilát z vlastního ovoce v pěstitelské pálenici, odvede daň poloviční – 178 Kč za 1 litr absolutního alkoholu. Odváděná daň je již započtena v ceně za pálení a celnímu úřadu ji odvádí pálenice.
Toto zvýhodnění je omezeno produkcí maximálně 30 litrů absolutního alkoholu (tj. např. 60 litrů 50% pálenky) na domácnost – tj. stejné číslo popisné, stejný trvalý pobyt. Všechny osoby v dané domácnosti dohromady – nikoliv na jednu osobu. Tyto údaje se týkají vždy jedné sezony, tj. období od 1. 7. do 30. 6. následujícího roku. Omezení je stanoveno §4, odst. 5 zákona č.: 61/1997 Sb. o lihu. Služba je určena pouze pro fyzické osoby a výsledný destilát se nesmí dále prodávat.